# Ново Село (Купрес, Кантон 10)
Ново Село је насељено место у општини Купрес (ФБиХ) која административно припада Кантону 10, Федерација БиХ, Босна и Херцеговина. Ново Село је подељено међуентитетском линијом између општине Купрес (РС) и општине Купрес (ФБиХ). Према попису становништва из 2013. у насељу није било становника.

## Становништво
У насељу је према попису становништва из 1991. године живело 320 становника, а насеље је било већински настањено Србима. Према попису из 2013. године насеље је без становника.
| Националност | 2013. | 1991.       | 1981.       | 1971.       |
| Срби         | —     | 319 (99,7%) | 429 (98,4%) | 594 (98,3%) |
| Хрвати       | —     | 1 (0,3%)    | 2 (0,5%)    | 5 (0,8%)    |
| Црногорци    | —     | —           | 1 (0,2%)    | 4 (0,7%)    |
| Југословени  | —     | —           | 3 (0,7%)    | —           |
| остали       | —     | —           | 1 (0,2%)    | 1 (0,2%)    |
| Укупно       | 0     | 320         | 436         | 604         |